# Johannes van Gastel
Johannes (Jan) van Gastel (Roosendaal, 10 september 1853 – Tilburg, 11 oktober 1928) was een Nederlandse handboogschutter.
Van Gastel werd geboren als zoon van Cornelis van Gastel en Wilhelmina van Hal. Hij was smid in Tilburg. Van Gastel deed mee als boogschutter aan de Olympische Spelen in Parijs (1900) op het onderdeel 'sur la perche à la Herse'. Hij werd in de eerste ronde uitgeschakeld.
Ook zoon Jo van Gastel was boogschutter, hij deed mee aan de Spelen in Antwerpen (1920) en behaalde met zijn team een gouden medaille.